# Сант'Арсенио
Сант'Арсѐнио (на италиански: Sant'Arsenio) е малко градче и община в Южна Италия, провинция Салерно, регион Кампания. Разположено е на 499 m надморска височина. Населението на общината е 2807 души (към 2010 г.).